# Roma (Texas)
Roma (bis heute geläufige Bezeichnung auch: Roma-Saenz) ist eine Stadt im Starr County im US-Bundesstaat Texas. Das U.S. Census Bureau hat bei der Volkszählung 2020 eine Einwohnerzahl von 11.561 ermittelt. Sie liegt im südwestlichen Teil des County am Rio Grande, gegenüber der mexikanischen Ansiedlung Ciudad Miguel Alemán in Bundesstaat Tamaulipas. Ihre Wurzeln reichen zurück bis zum Ende des 18. Jahrhunderts. Die 1928 erbaute Roma–Ciudad Miguel Alemán International Bridge ist eine der wichtigsten Grenzpassier-Stationen im unteren Rio Grande-Tal.

## Geografie

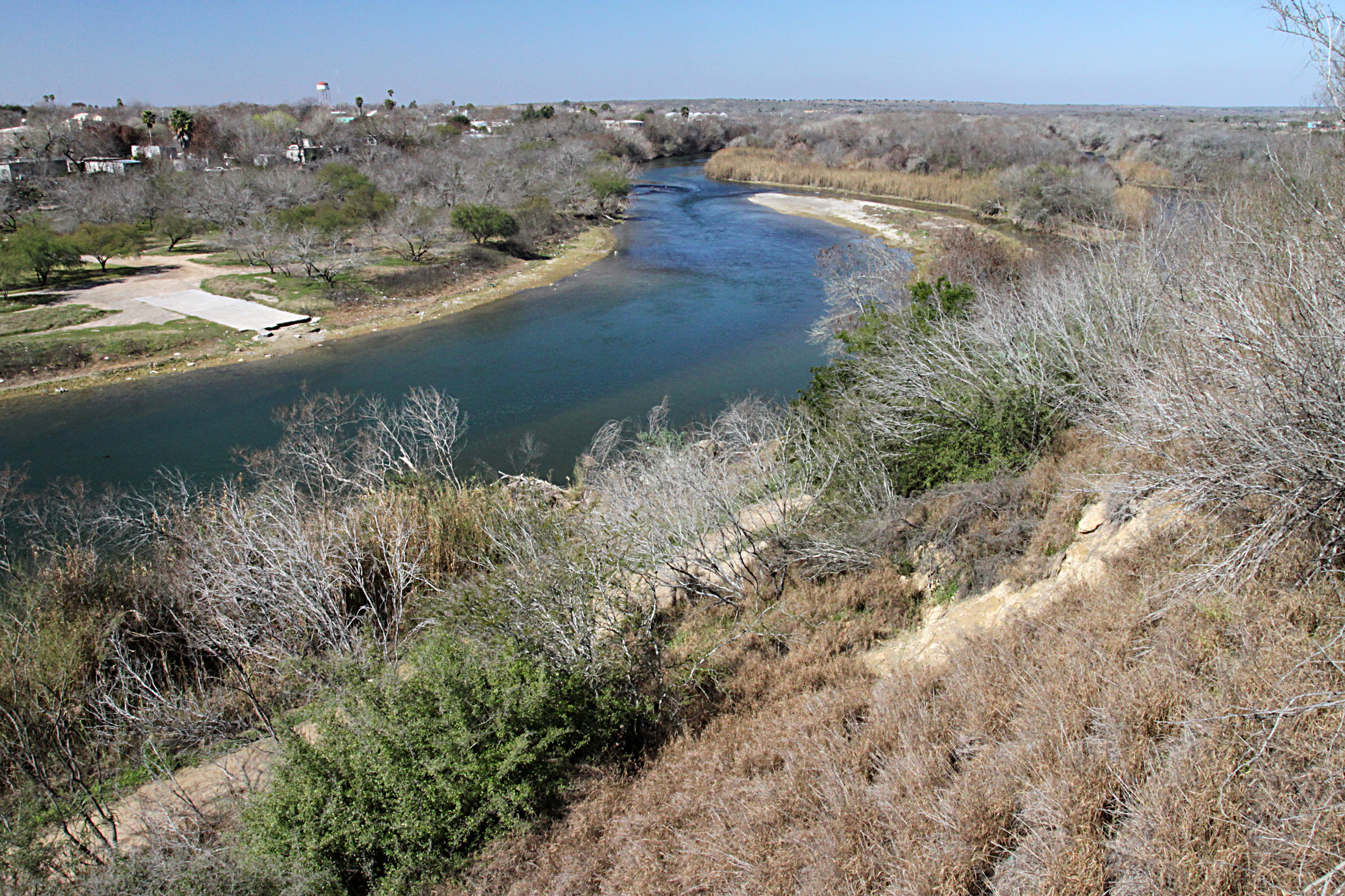
Rio Grande bei Roma. Aufnahmeposition: amerikanische Seite

Geografisch ist Roma Bestandteil einer unterschiedlich dichten Städte- und Gemeinden-Konzentration, die sich entlang des US-Highway 83 auf der Nordseite des Rio Grande erstreckt und von Brownsville am Golf von Mexiko bis Falcon am Ufer des Falcon-Stausees reicht. Nachbarorte auf amerikanischer Seite sind das westlich gelegene Fronton sowie Escobares, Garceno und Loma Linda West im Osten beziehungsweise Nordosten. Gegenüber, auf der mexikanischen Seite des Flusses, liegt Ciudad Miguel Alemán. Die beiden Städte werden durch die Roma–Ciudad Miguel Alemán International Bridge miteinander verbunden. Das Stadtgebiet von Roma selbst umfasst neben dem – zum Teil historischen – Ortskern die beiden Colonias De la Cruz und Ala Blanca, den Ortsteil North Escobares sowie ein nach Norden hin ausgelagertes Gebiet mit der Roma High School.
Landschaftlich liegt Roma in der südtexanischen Prärieregion. Die Landschaft ist weitgehend flach und von Gras, Büschen sowie Niedrigholzbewuchs geprägt. Die Bodenhöhe beträgt rund 65 Meter über dem Meeresspiegel. Ein spektakulärer Aussichtspunkt ist ein Sandstein-Felshügel, der im Stadtgebiet am Ufer des Rio Grande liegt und einen Panoramaausblick auf die mexikanische Seite des Flusses ermöglicht. Regionalgliederungstechnisch ist die Stadt Bestandteil des Rio Grande Valley – einer sich nördlich des Rio Grande entlangziehenden, auf US-Seite gelegenen Region. Das „Valley“ ist durch die im 20. Jahrhundert aufgekommene industrielle Landwirtschaft sowie den hohen hispanischen Bevölkerungsanteil geprägt und umfasst neben dem Starr County die drei östlich davon gelegenen Countys Hidalgo, Cameron und Willacy.
Wichtigste und einzige große Verbindungsstraße ist der US-Highway 83, der von Brownsville entlang des Rio Grande bis nach Laredo führt und von dort abzweigend die Prärie-Bundesstaaten bis nach North Dakota durchquert. Pendant auf mexikanischer Seite ist die Fernstraße Reynosa-Nuevo Laredo. Die Luftlinien-Entfernung von Roma zum mexikanischen Regionalzentrum Ciudad Mier beträgt rund 14 Kilometer. Bis Falcon am südlichen Ende des Falcon-Stausees beträgt sie 23 Kilometer, bis Reynosa 80, bis Laredo 135 und bis nach Brownsville 155 Kilometer.
Das Klima in Roma ist subtropisch und subhumid mit einer kontinentalen Prägung. Die Temperaturen reichen von durchschnittlich 14 °C im Januar bis zu 31 °C im Juli. Die durchschnittliche Jahrestemperatur beträgt 23,5 °C. Die durchschnittliche Niederschlagsmenge liegt bei 5,2 Zentimeter pro Monat. Stärkster Regenmonat ist der September; der Monat mit dem monatlich geringsten Niederschlag ist März.
|                       | Jan  | Feb  | Mär  | Apr  | Mai  | Jun  | Jul  | Aug  | Sep   | Okt  | Nov  | Dez  |   |      |
| Mittl. Tagesmax. (°C) | 20,8 | 23,7 | 28,0 | 31,7 | 34,9 | 37,2 | 37,9 | 38,3 | 34,8  | 31,2 | 26,3 | 21,3 | ⌀ | 30,5 |
| Mittl. Tagesmin. (°C) | 8,3  | 10,4 | 13,7 | 17,2 | 21,2 | 23,5 | 23,8 | 23,8 | 22,0  | 18,1 | 13,4 | 8,8  | ⌀ | 17   |
|                       |      |      |      |      |      |      |      |      |       |      |      |      |   |      |
| Niederschlag (mm)     | 25,0 | 25,0 | 17,0 | 40,0 | 60,0 | 50,0 | 51,0 | 53,0 | 103,0 | 45,0 | 30,0 | 24,0 | Σ | 523  |

| 8,3 |

| 10,4 |

| 13,7 |

| 17,2 |

| 21,2 |

| 23,5 |

| 23,8 |

| 23,8 |

| 22,0 |

| 18,1 |

| 13,4 |

| 8,8 |

| 8,3 |

| 10,4 |

| 13,7 |

| 17,2 |

| 21,2 |

| 23,5 |

| 23,8 |

| 23,8 |

| 22,0 |

| 18,1 |

| 13,4 |

| 8,8 |

## Geschichte

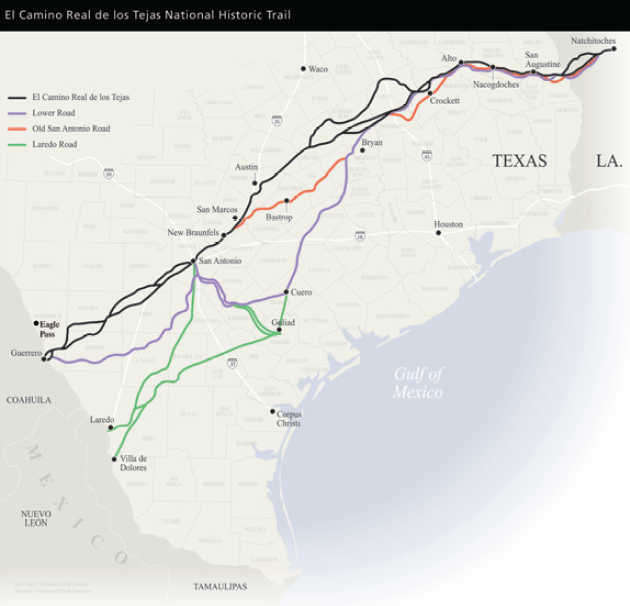
Handelsweg nach Norden: der Camino Real de los Tejas

Grundsteinlegung für die spätere Ortschaft Roma war eine spanische Mission, die im Jahr 1751 errichtet wurde. In den 1760er Jahren gründeten die Viehzüchter Miguel, Gerónimo und Juan Ángel Saenz eine Hacienda, zu deren Gebiet sowohl das Gebiet das heutigen Roma als auch das von Miguel Alemán jenseits des Rio Grande gehörte. Die Ansiedlung zählte zu einem Einzugsbereich neuspanischer Ortschaften, die sich wie eine Perlenkette entlang des unteren Rio Grande aufreihten und wozu unter anderem Camargo, Reynosa, Refugio, Dolores, Mier, Revilla und Laredo gehörten. Aufgrund der großen Entfernung zum zentralmexikanischen Kernland orientierten sich die Bewohner schon früh in Richtung Norden und Nordosten – in Richtung San Antonio, von wo aus eine Fernstraße, der Camino Real de los Tejas, weiter in Richtung Louisiana führte.
Um das Jahr 1825 lebten im Rio-Grande-Tal etwa 15.000 Mexikaner. Nach dem Mexikanisch-Amerikanischen Krieg 1848 wurde die nördlich des Rio Grande gelegene Siedlung in Roma umbenannt. In der zweiten Hälfte des 19. Jahrhunderts prosperierte die Stadt. Hauptgrund hierfür war der Umstand, dass Roma der westlichste Flusshafen war für Flachboote und Dampfer, welche den unteren Rio Grande befuhren. Aufgrund seiner Lage profitierte Roma schon früh vom länderübergreifenden Schmuggel. Vor und während des Bürgerkriegs wurden vor allem Tabak und Baumwolle nach Mexiko eingeführt. Während des Bürgerkriegs hatte der grenzüberschreitende Handel mit Mexiko einen wesentlichen Anteil daran, die Seeblockade der Union ins Leere laufen zu lassen.
Die aktive Rolle im grenzüberschreitenden Handel schützte die mexikanisch-amerikanische Landbesitzerelite der Stadt ein Stück weit davor, von der sich auch in Südtexas bildenden Schicht angelsächsischer Grundstücksspekulanten und Landempresarios zur Seite gedrängt zu werden. Durch den Ausbau neuer Transport- und Verkehrswege, welche den Ort wenig berücksichtigten, geriet Roma jedoch zunehmend ins Abseits. 1904 lebten 521 Einwohner in der Stadt. Ein starkes Bevölkerungswachstum setzte mit den Flüchtlingsbewegungen infolge der Mexikanischen Revolution 1910–1917 ein. 1925 erhielt Roma eine Eisenbahnanbindung. Mit der 1927 fertiggestellten Roma–Ciudad Miguel Alemán International Bridge verfügte der Ort über eine direkte Straßenverbindung nach Nordmexiko.

Drogenhandelsrouten in Mexiko

1931 war die Einwohnerzahl auf 1000 angewachsen. Die Anzahl der Geschäfte und Unternehmen belief sich auf 30. 1936 erhielt Roma die Stadtrechte als Incorporated City. In den 1950er Jahren wurde eine Melonenverpackungsanlage sowie zwei Viehversteigerungsställe neu gebaut. Im historischen Zentrum der Stadt fanden 1951/52 die Dreharbeiten für den Film Viva Zapata! von Elia Kazan statt mit Marlon Brando in der Hauptrolle. Die Fertigstellung des Falcon-Staudamms im Jahr 1953 gewährleistete einen besseren Schutz vor Überschwemmungen. Weitere Infrastrukturmaßnahmen waren der Bau eines neuen Polizeigebäudes, eines neuen Gemeindezentrums sowie ein stärkeres Augenmerk auf die historische Substanz des Ortes, welches sich 1971 in der Gründung des Roma Historical Museums niederschlug.

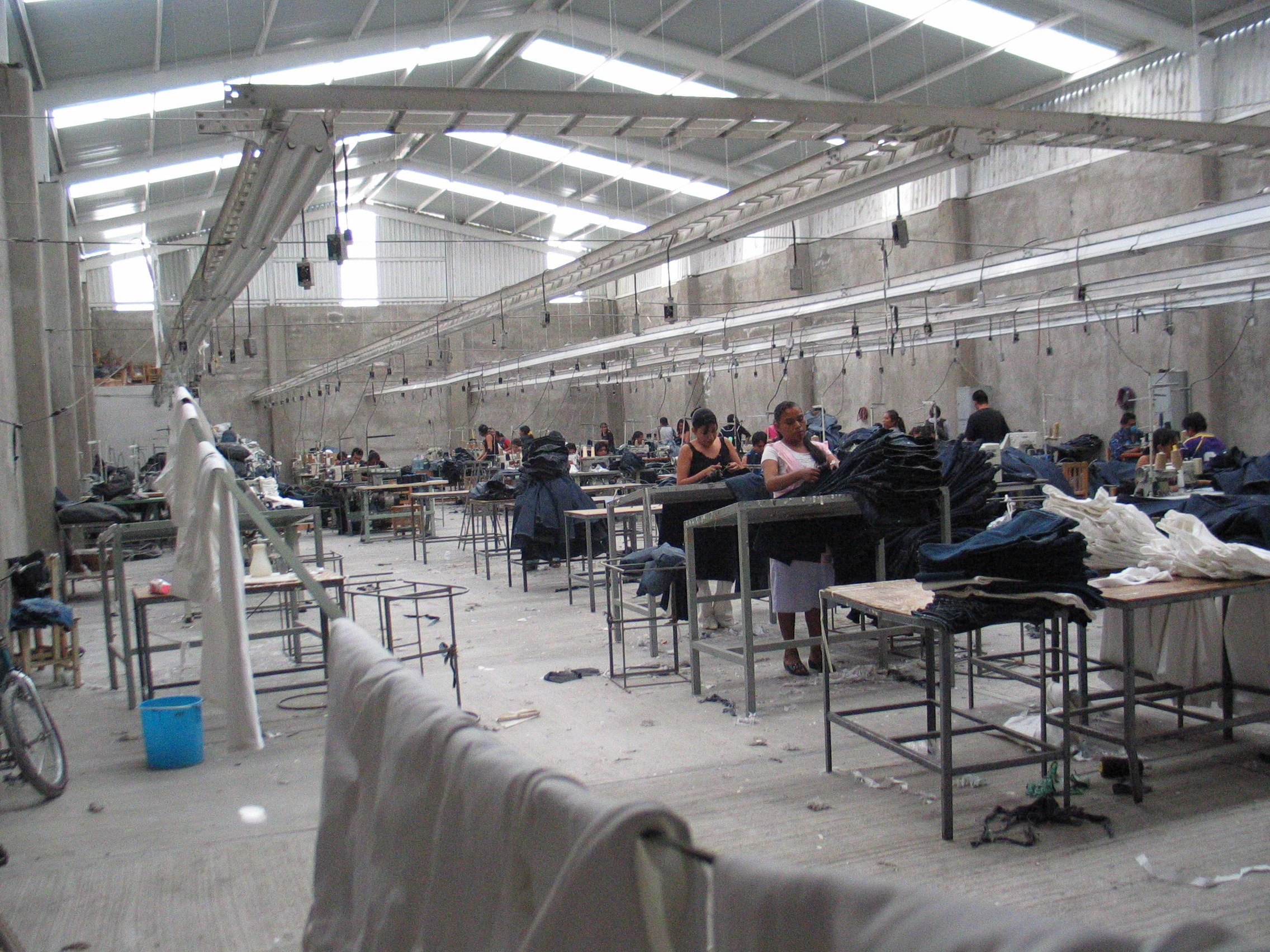
Maquila in Mexiko

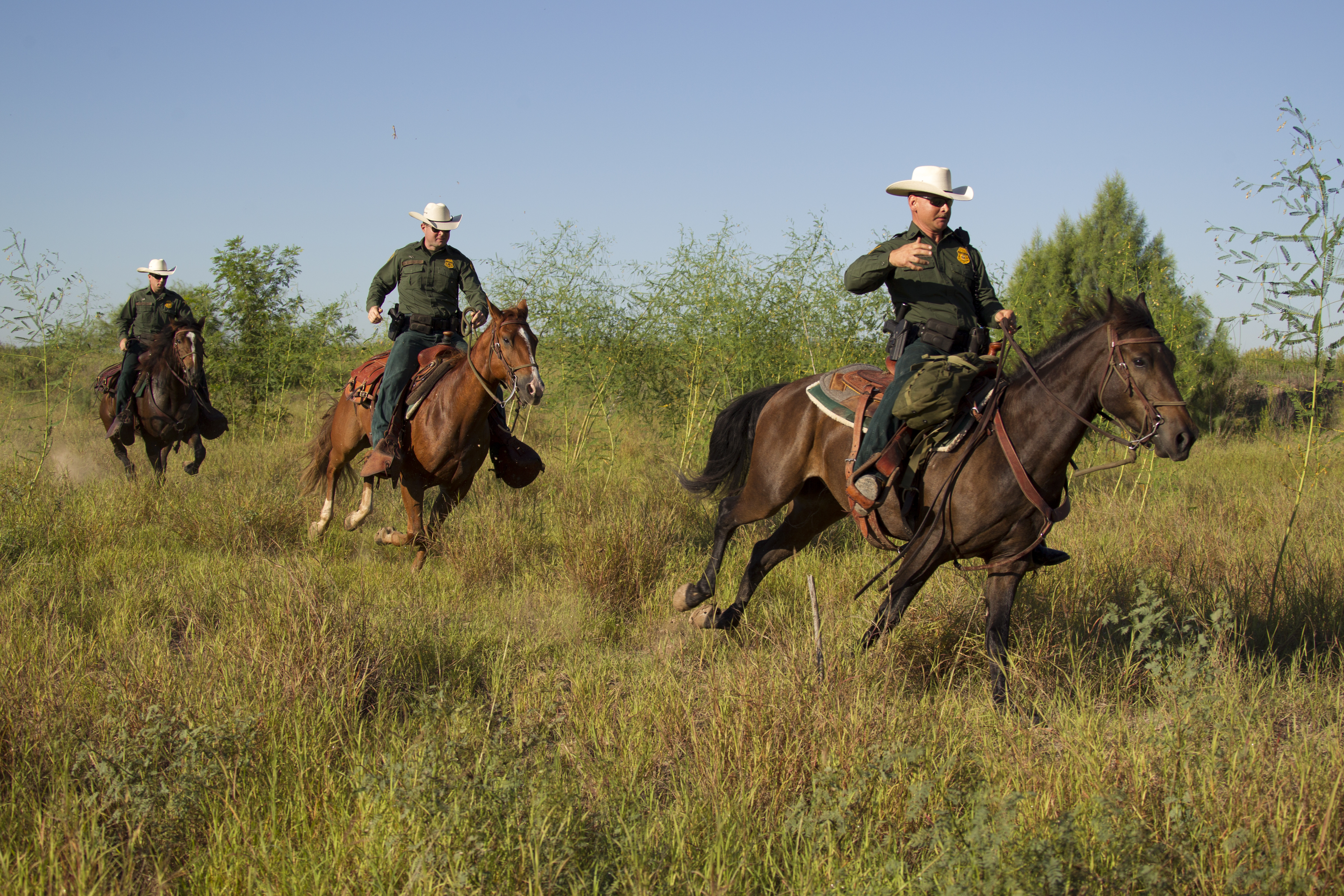
Border Patrol im Rio Grande Valley

Anders als die alteingesessenen Mexikanisch-Amerikaner fanden sich die neu aus Mexiko hinzugezogenen Hispanics mehr und mehr am unteren Ende der sozialen Skala wieder. Die industriell betriebene Form der LKW-Industrielle Landwirtschaft mit ihrer Produktion für kommerzielle Märkte fasste im westlichen, landeinwärts gelegenen Teil des Rio Grande Valley nur zögerlich Fuß. Das soziale Gefälle äußerte sich zum einen im Entstehen sogenannter Colonias – provisorischen Siedlungen, die nur notdürftig an die allgemeinen kommunalen Netze angebunden waren. Ein zweiter Faktor, der das wirtschaftliche Gefälle begünstigte, war die Freihandelszone südlich der Grenze mit Billiglohn-Manufakturen – die sogenannten Maquiladoras, die im Zug des Nordamerikanischen Freihandelsabkommens (NAFTA) entstanden und das Arbeitsplatzangebot auf einfache, schlecht entlohnte Fertigungsprozesse festlegte.
Zum grenzüberschreitenden Schauplatz entwickelten sich Roma sowie das Umland zunehmend im Drogenhandel. Verstärkt ein setzte dieser ab den 1970er Jahren. Bereits 1976 publizierte der South Texas Reporter, eine in Roma erscheinende Wochenzeitung, die These, dass der Drogenhandel in der Region unter anderem deshalb so floriere, weil die Bevölkerung wegschaue, ihn zulasse und ökonomisch letztlich von der illegalen Wirtschaft profitiere. Im Jahr darauf charakterisierte die Zeitschrift Texas Monthly Roma als wichtigen Punkt auf der Transportroute mexikanischer Drogenhändler. 2010 wurde Roma auf recht unmittelbare Weise in den Drogenkrieg in Nordmexiko mit hineingezogen. Bei einem Massaker in der nahen Stadt Mier, in dessen Zuge die beteiligten Narco-Kommandos unter anderem exemplarische Enthauptungen vornahmen, hatten Angehörige des Golf-Kartells auch Einwohner von Roma, die dort Verwandte besuchten, umgebracht. Nachdem die konkurrierenden Zetas der dort lebenden Bevölkerung Vergeltungsmaßnahmen angedroht hatten, setzte aus Mier eine allgemeine Fluchtbewegung ein, die in Ausläufern auch Roma tangierte und das Sicherheitsgefühl in der Stadt erheblich beeinträchtigte.
Die spektakulären Vorfälle 2010 brachten der Grenzstadt zwar zeitweilige Beachtung ein. Die Frequentierung durch die mexikanischen Narco-Kartelle hielt jedoch auch in den Folgejahren an. Skeptisch bis ablehnend begegnete die dort lebende Bevölkerung Plänen, die Grenzbefestigungen entlang des Rio Grande auszubauen. Zu der Befürchtung, die von Donald Trump anvisierte Mauer zerstöre endgültig die traditionellen nachbarschaftlichen Beziehungen in der Grenzregion, kommen ökologische Vorbehalte: So wurde der Bau von Stahlzäunen in unmittelbarer Flussnähe aus dem Grund gestoppt, weil die geplante Absperrung den Wasserabfluss des Rio Grande behindere mit der Folge von Überschwemmungen auf mexikanischer Seite und so gegen die zwischen Mexiko und den USA getätigten Grenzvereinbarungen verstoße.

## Demografie und Politik
Die Einwohneranzahl von Roma ist zwar bereits im 19. Jahrhundert kontinuierlich angewachsen. Der deutlichste Anstieg erfolgte allerdings erst in jüngerer Zeit – in dem Jahrzehnt zwischen 1980 und 1990. Betrug die Einwohnerzahl 1980 noch 3.384, lag sie zehn Jahre später bereits bei 8.059. Im Jahr 2016 belief sie sich laut den Daten des United States Census Bureau auf 10.093 Personen. Davon waren 4.449 männlich, 5.644 weiblich, 7.067 Einwohner 18 Jahre oder älter, 3.026 Kinder oder Jugendliche, 1.816 älter als 65 Jahre. Der Altersmedian betrug 36,8 Jahre. 10.056 Einwohner bezeichneten sich als Hispanic beziehungsweise Latino, 37 als Weiße (0,4 %). Afroamerikaner, Asiaten sowie nordamerikanische Indianer waren mit null Angehörigen nicht vertreten, ebenso Angehörige von zwei oder mehr Ethnien. Verglichen mit den demografischen Werten des Countys ist der hispanische Bevölkerungsanteil in Roma noch höher (fast 100 zu 99,0 %). Der Altersmedian hingegen weicht mit einer Differenz von rund acht Jahren deutlich von den Werten des Landkreises ab (36,8 zu 28,7).
Laut Quickfacts-Infos auf census.gov betrug das Medianeinkommen pro Haushalt 19.842 US-Dollar (USD). Der ermittelte Medianwert liegt deutlich unter dem des Bundesstaats Texas (54.700 USD) als auch dem der USA insgesamt (55.300 USD). Roma rangiert hier am unteren Ende; lediglich die Vergleichswerte einiger weiterer Orte im Rio Grande Valley bringen noch niedrigere Werte. An Personen, die in Armut leben, wies der Zensus 50,7 % aus, an Personen ohne Krankenversicherung 34,5 %.

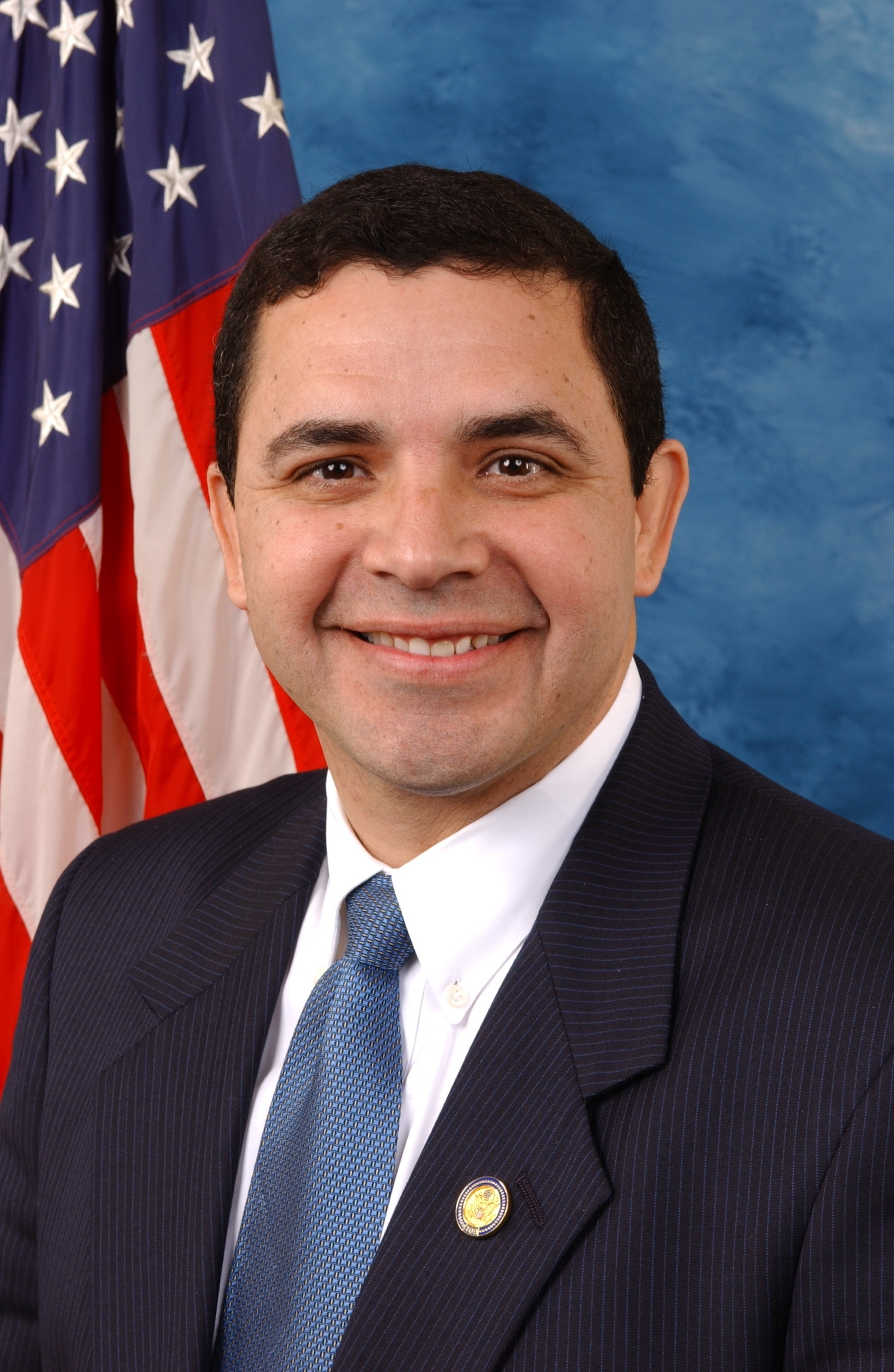
Henry Cuellar

Die politischen Präferenzen der Wähler in Roma entsprechen den Besonderheiten, die für die gesamte Region von Südtexas, speziell die Countys entlang des Rio Grande gelten. Bei der Präsidentschaftswahl 2016 erhielt Hillary Clinton im Starr County rund 79 %, Donald Trump hingegen nur 19 % (Vergleichswerte für Gesamt-Texas: 43 % und 52 %). Deutlich über dem Gesamtstaats-Durchschnitt liegende Ergebnisse erzielten die Demokraten auch bei den Präsidentschaftswahlen 2012, 2008, 2004 und 2000. Mit weit über 70 bis teilweise weit über 80 % fielen die Voten für die Demokraten im Starr County noch überdurchschnittlicher aus als in den anderen traditionell demokratisch wählenden Countys nördlich des Rio Grande. Die Dominanz der Demokratischen Partei in dieser Region gegenüber den in Gesamt-Texas führenden Republikanern ist historisch bedingt. Sie reicht weit bis ins 19. Jahrhundert zurück und ist zum großen Teil darauf zurückzuführen, dass die Demokraten speziell bei dem hispanischen Bevölkerungsteil als die traditionelle politische Interessenvertretung angesehen werden. Die beschriebene Tendenz spiegelt sich auch bei den Abgeordneten für das US-Repräsentantenhaus wider. Für den 28. Kongress-District von Texas bekleidet dieses Amt seit 2004 der – als prononciert konservativer Demokrat geltende – Politiker Henry Cuellar.

## Wirtschaft, Bildung und Kultur

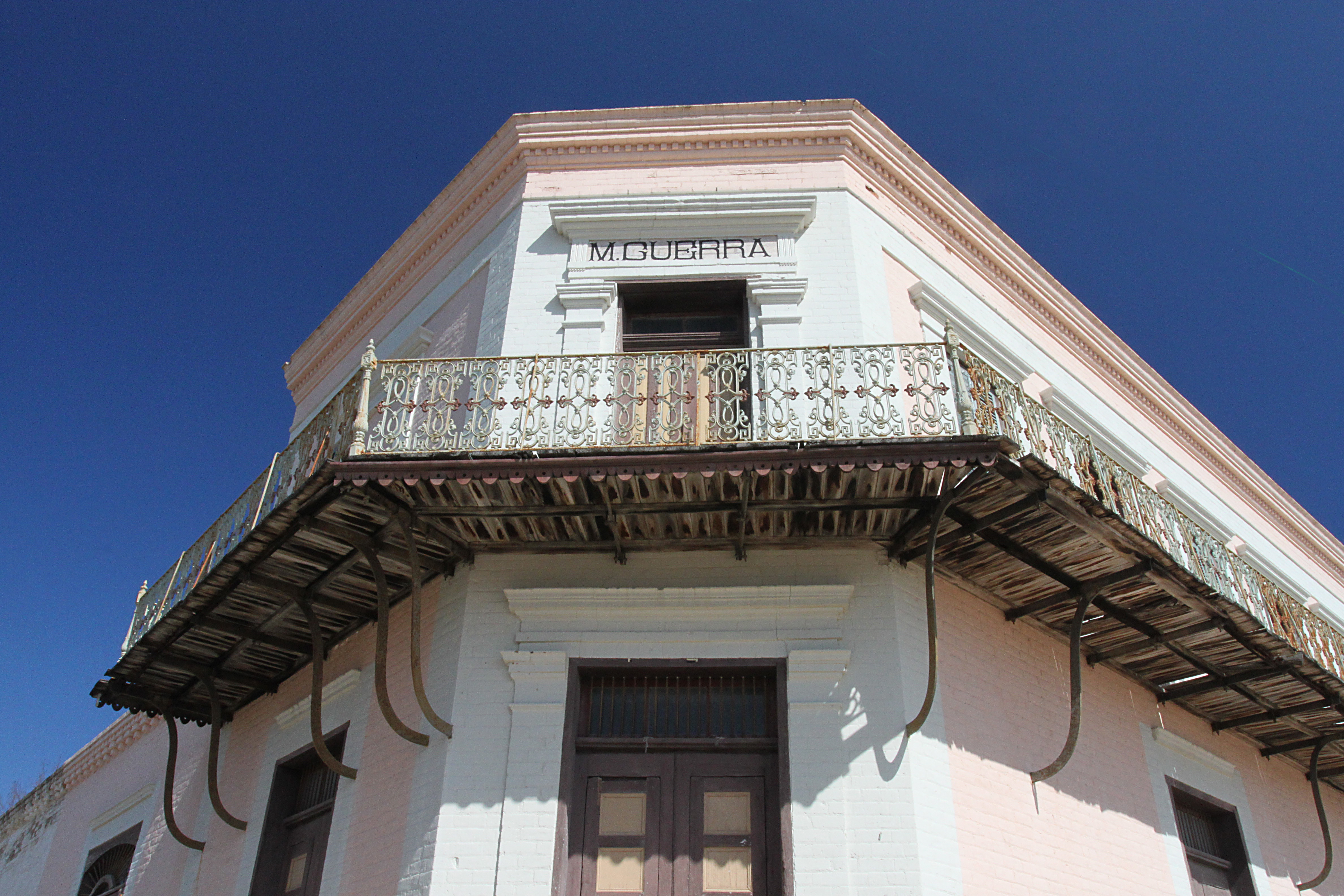
Haus im Stadtzentrum von Roma

Landwirtschaft ist in der Umgebung der Stadt nach wie vor ein nicht unerheblicher Faktor. Für die Trockenlandwirtschaft nördlich der Stadt wurden im Jahr 1990 100.000 Hektar bewässerter Flussgrund ausgewiesen. Die Seite statisticalatlas.com weist als wichtigste Wirtschaftsbranchen die Bereiche Gesundheitswesen (22,2 %), Erziehung (21,8 %), Bau und Konstruktion (13,7 %) sowie Handel und Verkauf (10,2 %) aus. 54,5 % der Beschäftigten sind im privaten Sektor beschäftigt, 19,7 % im staatlichen und 15 % selbständig. Die angegebenen Berufsfelder – mit den meistgenannten Gesundheitspflege, Erziehung sowie Bau/Konstruktion – entsprechen prozentual in etwa denen der entsprechenden Branchen.
Zuständiger Schulbezirk ist der Roma Independent School District. Das Middle School-Angebot splittet sich auf in die Bezirke Roma Middle School im Westteil und Barrera Middle School im Ostteil. Höhere Schulabschlüsse bietet die 1990 gegründete Roma High School an, deren Gelände sich im Norden der Stadt befindet.
Aufgrund der fast homogenen Hispanics-Bevölkerung ist Spanisch die Hauptsprache. Der Roma National Historic Landmark District umfasst über 30 Gebäude, die vor 1900 errichtet wurden. Als historische Gebäude ausgewiesen sind unter anderem: das alte Zollamt (Casa de Aduanas), die Kirche Nuestra Señora del Refugio de los Pecadores sowie die Gebäude Leocadia Garcia House, Ramirez Hall, Manuel Guerra House, der Nestor Saenz Store und das Edward Hord Office. Ergänzt werden die historischen Sehenswürdigkeiten durch das 1973 erbaute Roma Historical Museum.
Landschaftliches Highlight ist ein im Stadtzentrum befindlicher Hügel, der einen Übersichts-Ausblick auf die mexikanische Seite des Rio Grande liefert. Darüber hinaus ist Roma ein beliebter Ort zum Beobachten von Vögeln im Rio Grande-Tal. Ein Teil des World Birding Center befindet sich in der Portsheller Street gegenüber dem Rathaus. Bekannte Künstler mit lokalem Background sind die aus Roma stammende Norteño-Band Duelo sowie die Autorin Jovita González. Die Mariachi-Gruppe Mariachi Nuevo Santander, die sich an der Roma High School formierte, absolvierte Auftritte in mehreren Fernsehshows. Schauplatz ist die Stadt darüber hinaus in Larry McMurtrys Novelle All My Friends Are Going to Be Strangers aus dem Jahr 1972.

Historic Landmarks in Roma
Historischer Ortskern
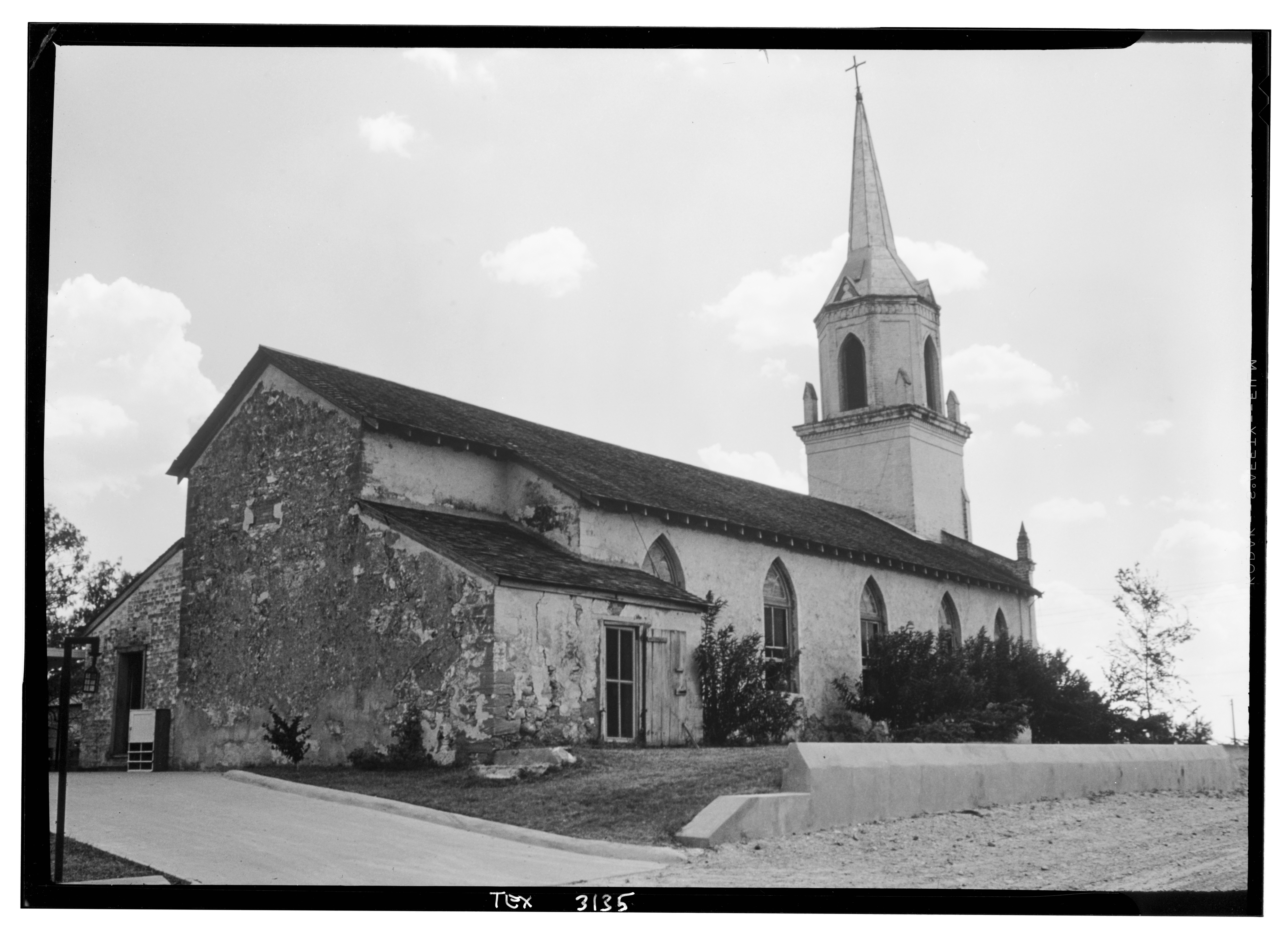
Kirche 1
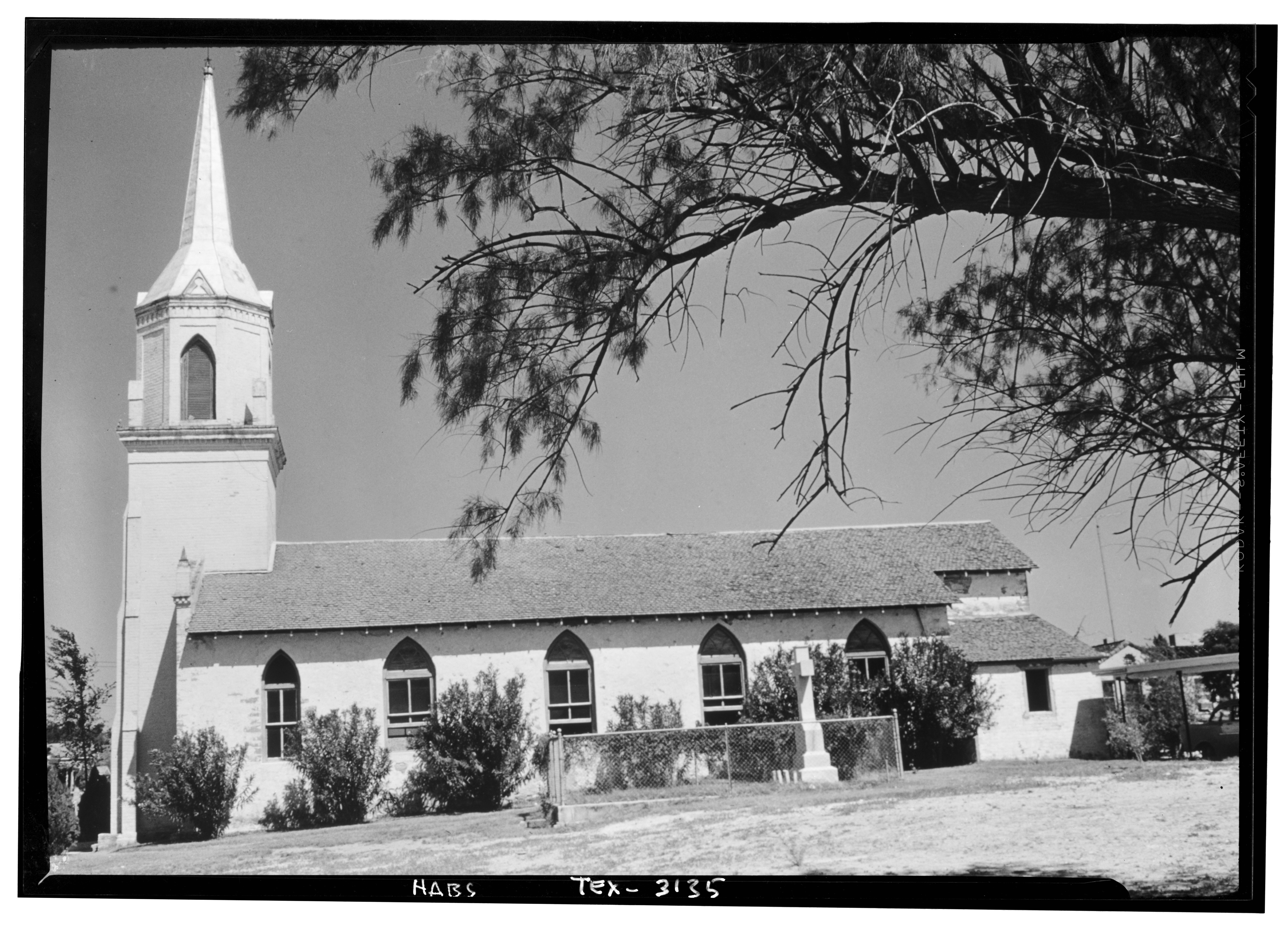
Kirche 2
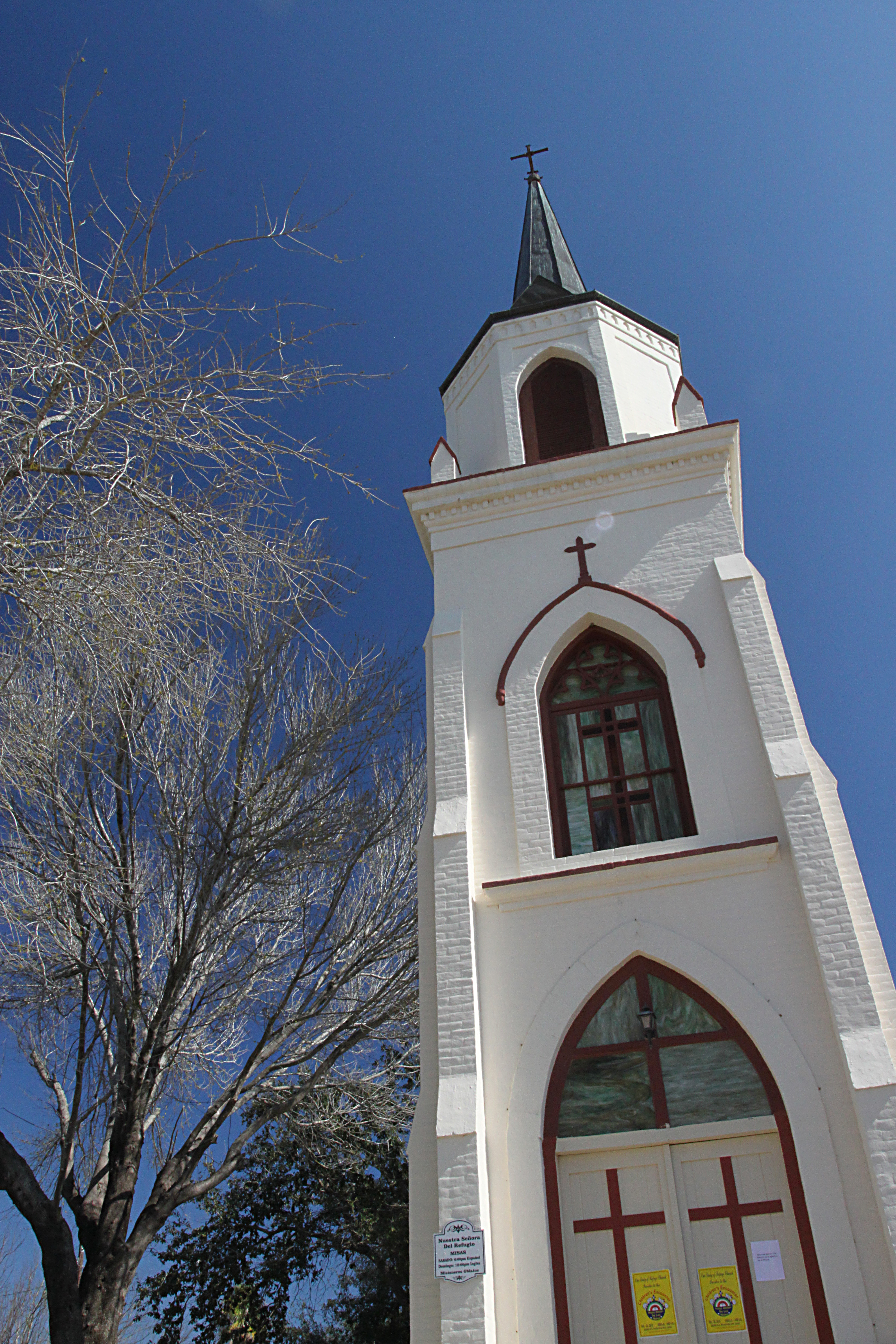
Kirche 3
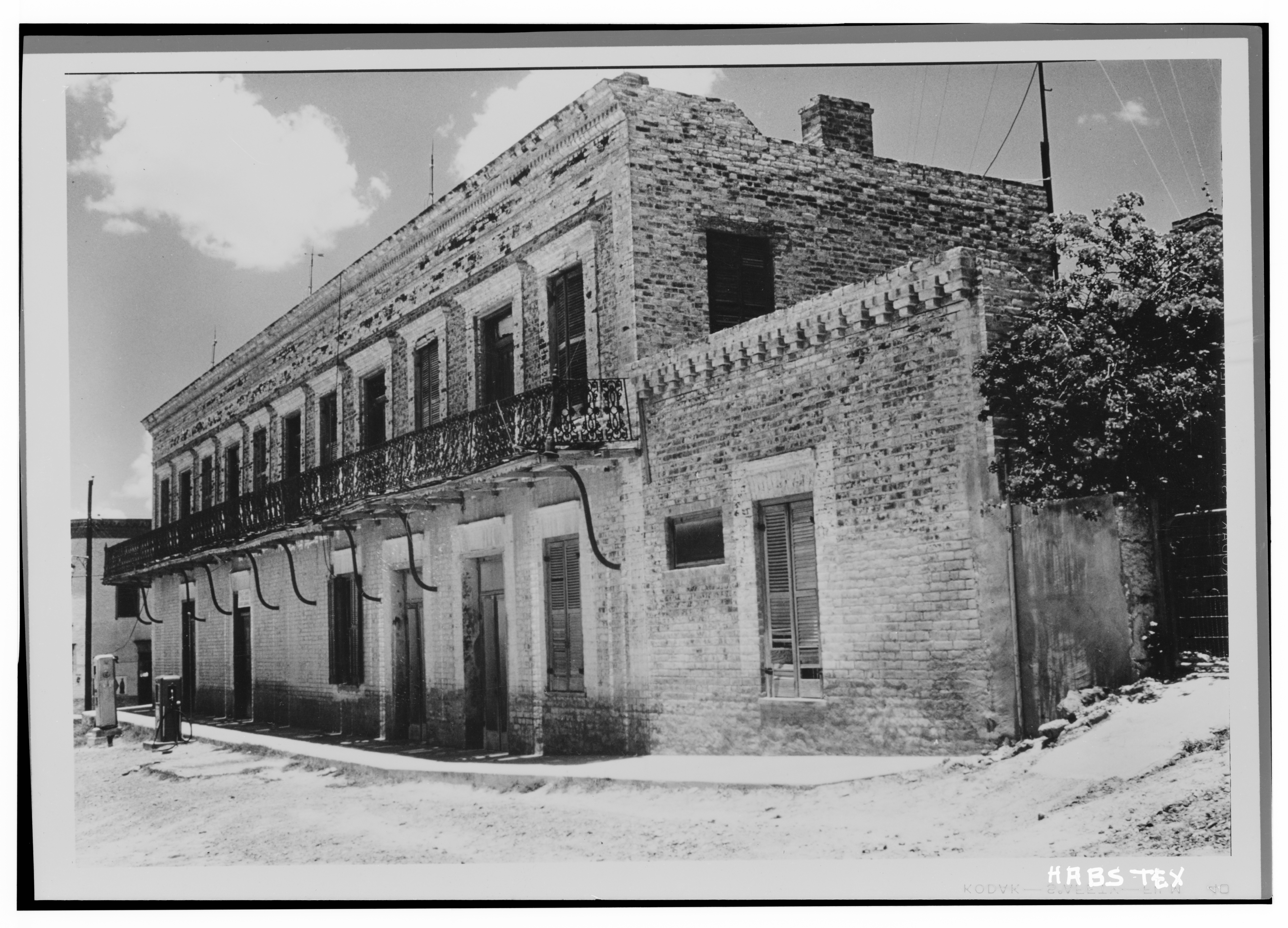
Manuel Guerra Residence and Store
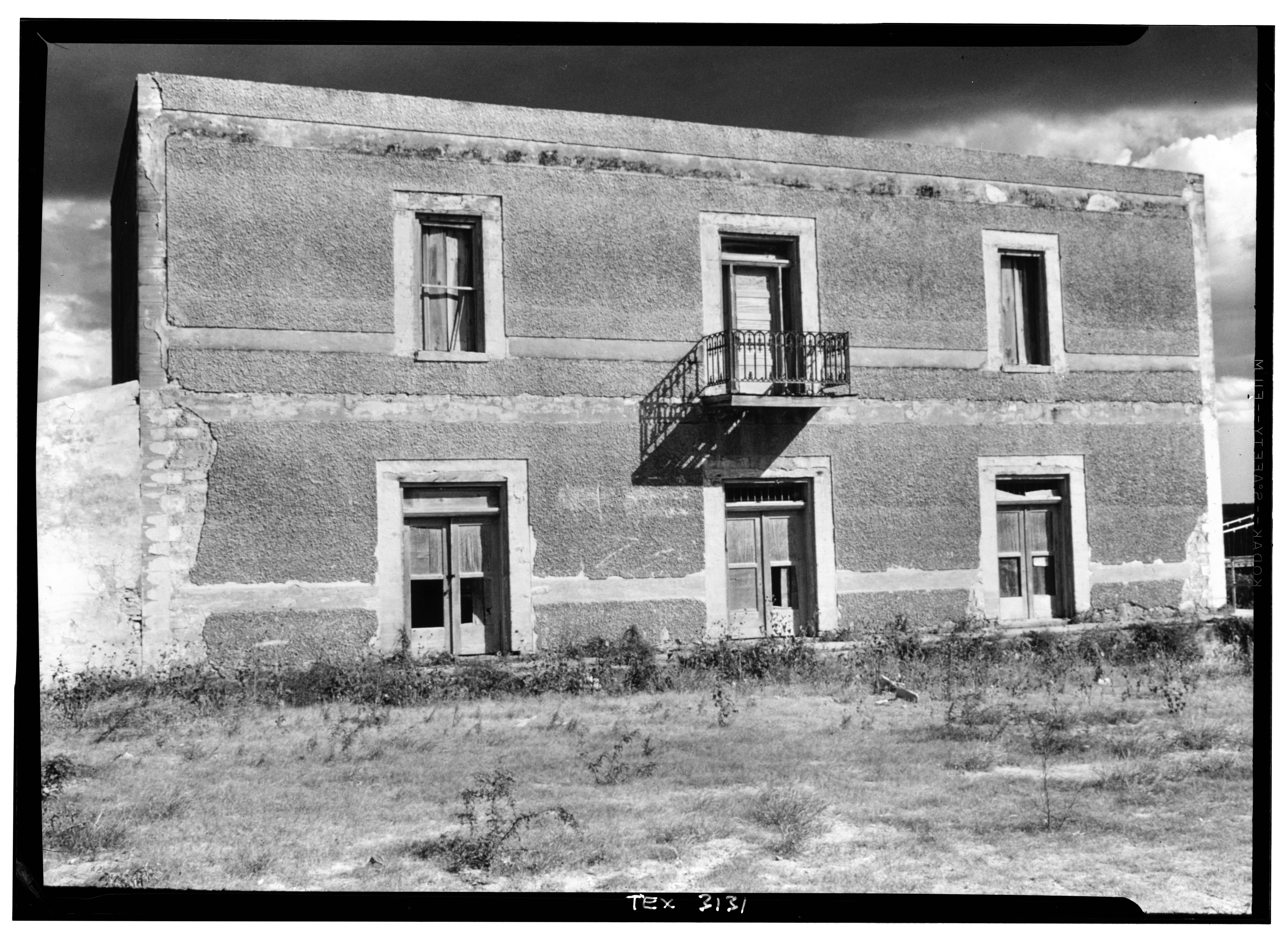
Leocadia Leandro Garcia House